# ギョーム・ドパルデュー
ギヨーム・ドパルデュー（Guillaume Depardieu、本名：ギヨーム・ジャン・マキシム・アントワーヌ・ドパルデュー、Guillaume Jean Maxime Antoine Depardieu、1971年4月7日 - 2008年10月13日）は、フランスの俳優。

## 生涯
父親はフランスを代表する名優のジェラール・ドパルデューであり、母親エリザベート、妹ジュリーも女優という芸能一家に育つ。父ジェラールと共演した『めぐり逢う朝』で本格的な映画デビューを果たすが、順調にキャリアを進めていた1995年にバイク事故に遭い、入院。さらに交通事故による開放骨折で黄色ブドウ球菌に感染した。（「ギョーム・ドパルデューは、1995年のバイク事故後に受けた手術の中で黄色ブドウ球菌に感染したと主張し、病院を訴える意向を示しました。しかし後に、病院ではなく国家を相手取って訴訟を起こすと方針を変更しました。病院側は院内感染の事実を否定し、担当医師も『感染は病院内で起きたものではない』と述べています。感染症の専門家は、事故による開放骨折では感染源が事故現場にある可能性が高く、院内感染と断定するには慎重な調査が必要だと指摘しています。」）俳優としての仕事を精力的にこなす一方、17回にも及ぶ手術とリハビリを受けるも甲斐なく、2003年には右足の切断を決意。その後も義足の存在を感じさせない演技を続けた。
1999年『ポーラX』のプロモーションで、レオス・カラックス監督らとともに来日をしている。
2004年、自叙伝「Tout Donner」を出版。

### 突然の死
2008年10月、遺作のひとつである『L'enfance d'Icare』の撮影中にルーマニアで急性肺炎にかかり緊急帰国。3日後の10月13日に、パリ近郊の病院で亡くなった。37歳であった。
。
10月17日に行われた葬儀には、サルコジ大統領夫人のカーラ・ブルーニをはじめ、ヴァンサン・カッセル、モニカ・ベルッチ夫妻、レオス・カラックス監督、ナタリー・バイ、ロマーヌ・ボーランジェなど数多くの著名人が参列。母親エリザベートはスピーチの中で「いつも、今夜は家に帰ってくるかしらと思わせる子どもであり、男性でした」と語り、父親ジェラールは、「星の王子さま」の一節を読みあげた。
「その夜、私は彼が出発したことに気がつかなかった。彼は物音ひとつたてずに去っていった。
私がようやく追いついた時、彼は毅然とした表情で足早に歩いていた。彼は、私にこう言っただけだった。
“あぁ！来てくれたんだ…”彼は私の手を取った。だが、それでもまだ不安げだった。」
「わかってくれるよね。遠すぎるんだ。ぼく、とてもこのからだを持ってけないよ。重すぎるんだもの。」
Cette nuit-là je ne le vis pas se mettre en route. Il s'était évadé sans bruit. 
Quand je réussis à le rejoindre il marchait décidé, d'un pas rapide. Il me dit seulement: 
Ah! tu es là... Et il me prit par la main. Mais il se tourmenta encore 
Tu comprends. C'est trop loin. Je ne peux pas emporter ce corps-là. C'est trop lourd.

## 主な出演作品
- めぐり逢う朝 Tous les matins du monde (1991)
- めぐり逢ったが運のつき Cible émouvante (1993)
- うそつきな彼女 ...Comme elle respire (1998)　映画祭公開
- 巌窟王〜モンテ・クリスト伯 Le Comte de Monte-Cristo (1998)
- ポーラX POLA X (1999)
- レ・ミゼラブル Les Misérables (2000) <TV>
- 天使の肌 Peau d'ange (2002)
- 謎の薬剤師 Le Pharmacien de garde (2003)
- ランジェ公爵夫人 Ne touchez pas la hache (2007)
- 戦争について De la guerre (2008)
- ベルサイユの子Versailles (2008) カンヌ映画祭「ある視点」部門出品